# 章古台镇
章古台镇，是中华人民共和国辽宁省阜新市彰武县下辖的一个乡镇级行政单位。

## 行政区划
章古台镇下辖以下地区：
章古台村、宏丰村、清泉村、邰家村、三家子村和富源村。